# Allan Williams
Allan Williams, född 17 mars 1930 i Bootle, död 30 december 2016, var The Beatles första manager. Han ägde klubben The Jacaranda i Liverpool, inte långt från Beatlarnas skolor. De hängde ofta där på sina raster och fick så småningom spela i den minimala klubben i källarvåningen. Han bokade också gruppen i Hamburg före deras stora genombrott.
Efter spelningarna i Hamburg tog Brian Epstein över som The Beatles manager, trots att Williams avrådde. 1975 skrev Williams en bok vid namn "The Man Who Gave the Beatles Away".